# Max Walter Svanberg

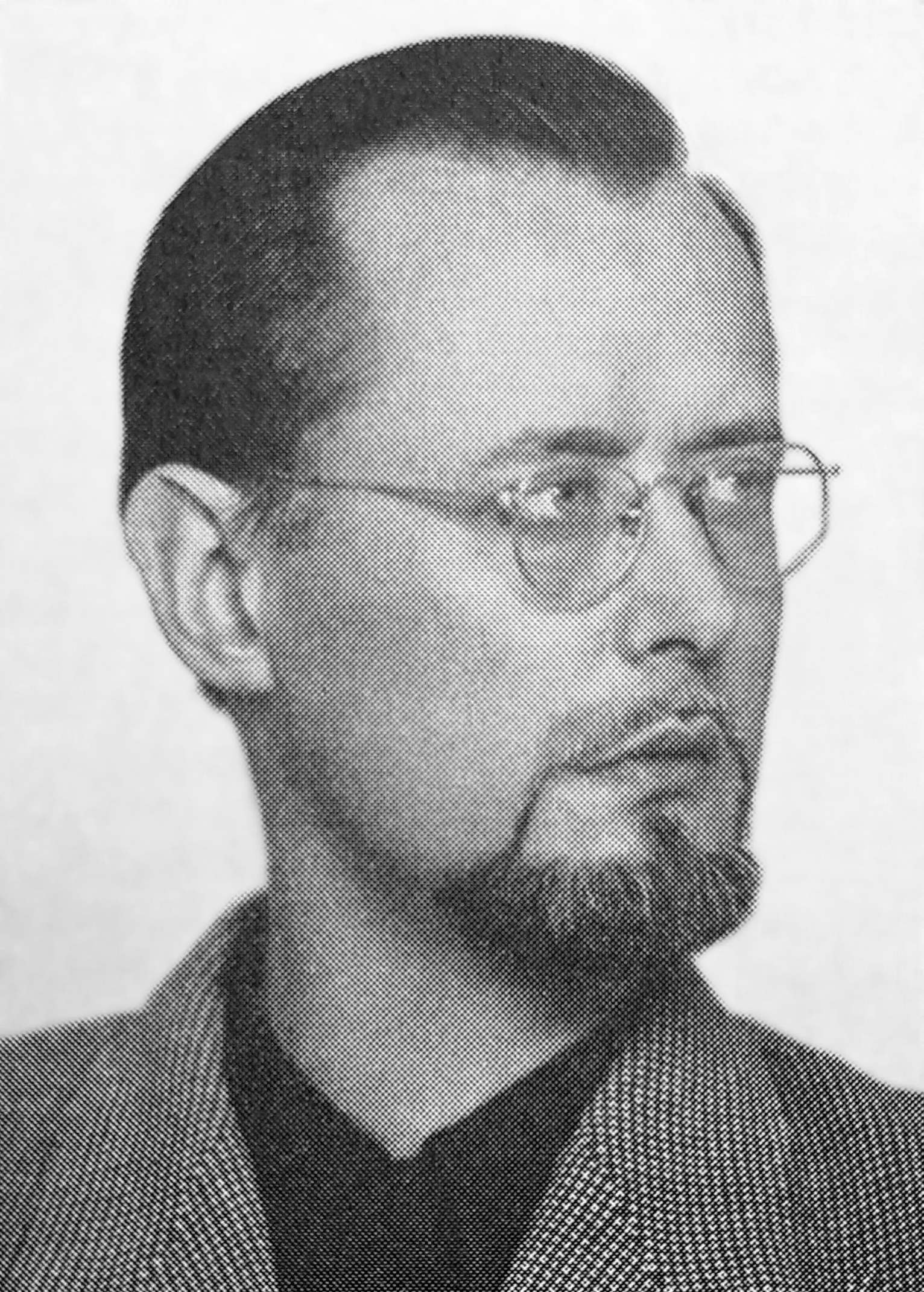
Max Walter Svanberg.

Max Walter Svanberg (* 21. Februar 1912 in Malmö, Schweden; † 28. Mai 1994 ebenda) war ein schwedischer, surrealistischer Maler und Grafiker.

## Leben und Werk
Max Walter Svanberg fertigte mit zehn Jahren seine erste Skulptur. 1931 nahm er ein Studium an der Kunstakademie auf. Seine erste Ausstellung hatte er 1935. Svanberg gründete 1946 zusammen mit Carl-Otto Hultén und Anders Österlin die avantgardistische Künstlergruppe Imaginisterna. 1949 lernte er die Niederländer Karel Appel, Constant und Corneille kennen, die Mitglieder der CoBrA Bewegung waren. Es kam zu einer kurzen Zusammenarbeit. 1965 wurde Svanberg mit der Prince Eugen Medaille für Malerei ausgezeichnet.

„Max Walter Syanberg (Jahrgang 1912), der auch zu denen gehört, die Kontakte zur Gruppe CoBrA unterhalten, bleibt im Herzen Surrealist. In einem akribisch ornamentalen Stil schafft sich Svanberg mit phantastischen Traumvisionen eine Bühne, auf der unwahrscheinliche Frauenfiguren gegen unbeschreibliche Ungeheuer antreten.“